# Casa de Ferraz (Muchamiel)

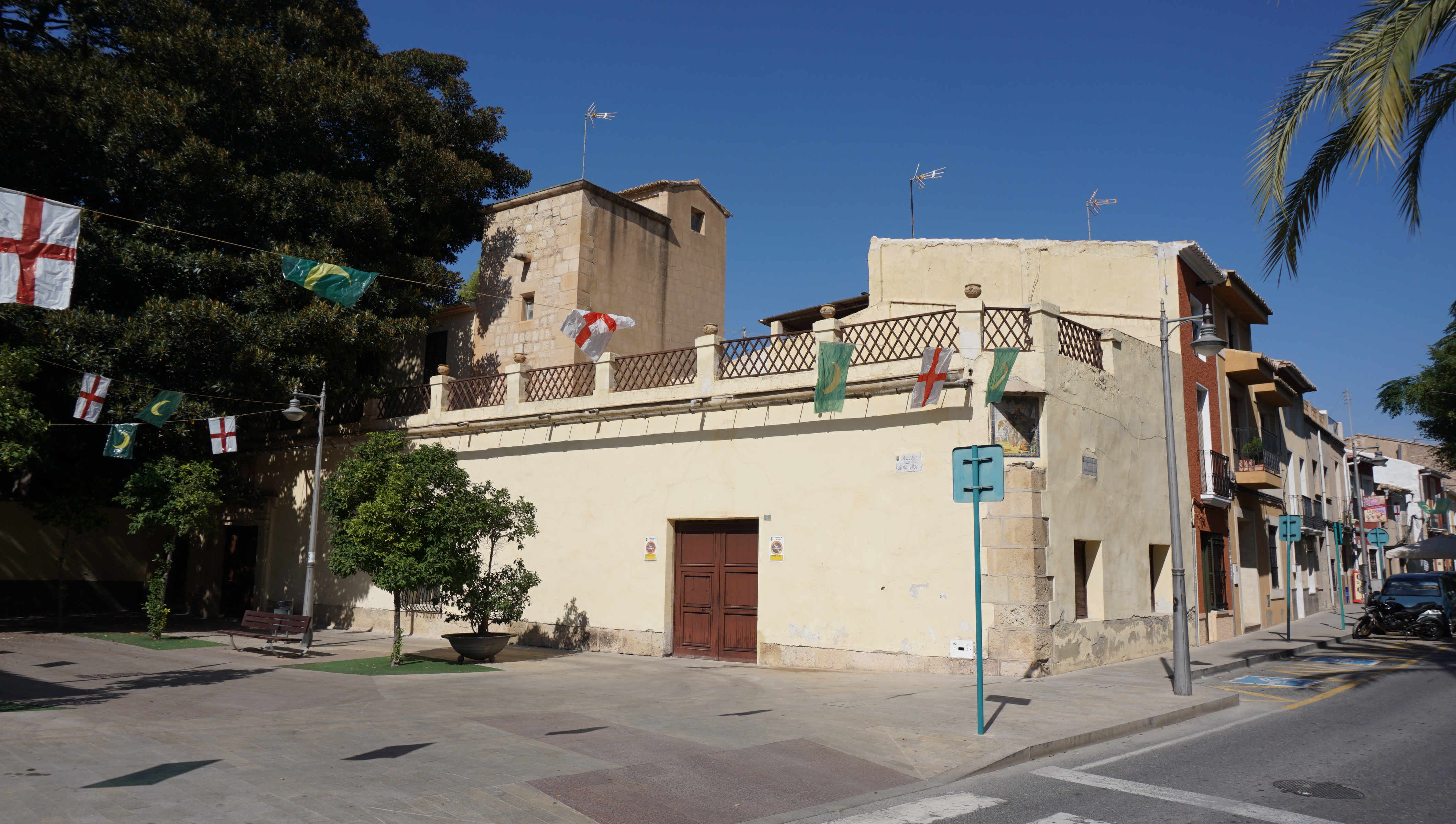
Vista de la casa de Ferraz.

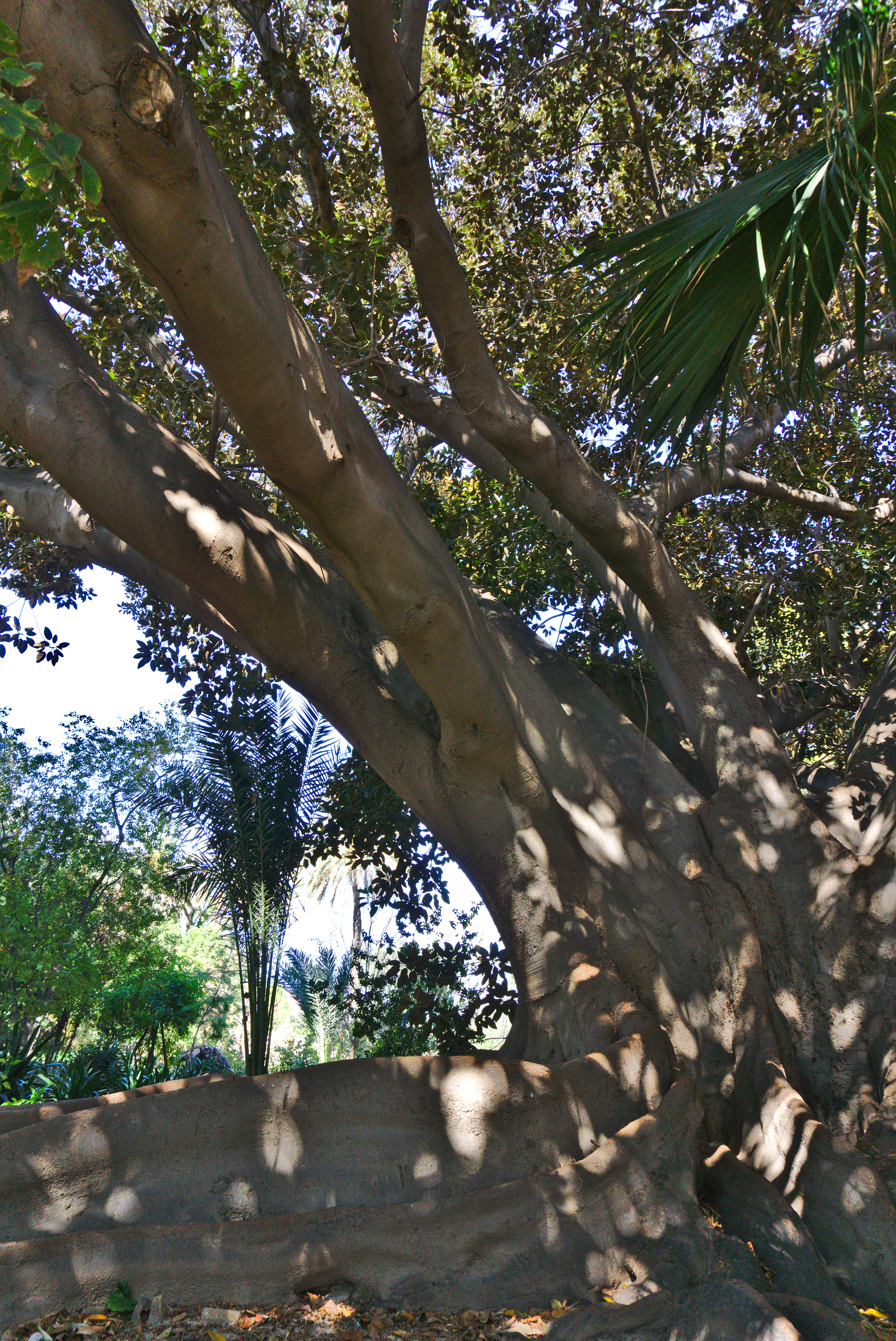
Jardín de la Finca Casa de Ferraz.

La casa de Ferraz, también llamada casa Solariega Ferraz, situada en la Plaza San Roc, 4 de Muchamiel (Provincia de Alicante, España) es un edificio residencial construido en el siglo XVI.

## Descripción
Dentro del casco urbano y con fachada recayente a la plaza de San Roque, se encuentra esta Casa Solariega que fue propiedad de la familia Ferraz, señores de la villa. Se trata de una casa nobiliaria rodeada de jardín. 
Consta de planta baja y dos pisos. En planta la casa se distribuye según la tipología de las casas de la huerta alicantina, un gran zaguán de varias crujías separadas por arcos apeados en pilastras adosadas, con un techo de revoltones entre vigas de madera vistas. 
La escalera de comunicación entre las distintas plantas es de tres tramos. Al exterior su aspecto ha cambiado bastante debido a las diferentes ampliaciones que sufrió a lo largo del siglo XX; dándole un carácter de villa de recreo con un exterior poco interesante y vistoso. 
Destaca del conjunto la torre del mismo nombre.
Fue declarado bien de interés cultural el 08-01-1979